# Johann von Schwarzenberg
Johann von Schwarzenberg (Johann Freiherr zu Schwarzenberg, ur. 25 grudnia 1463, zm. 21 października 1528 w Norymberdze) – mistrz dworu biskupa Bambergu, przywódca frankońskiego związku rycerstwa, w latach 1522–1524 regimentu Rzeszy i wysokim urzędnikiem cesarza Karola V. Pisał moralno-satyryczne opowiastki (m.in. Książeczka o opojach) i pisma publicystyczne, zajmował się przekładami (głównie Cycerona). Popierał Lutra.
Jako dziecko nie odebrał gruntownego wykształcenia, wychowywany był na rycerza i już w młodości wsławił się jako zawodnik turniejowy. Słynął także z zamiłowania do hazardu i alkoholu. Podobno w wyniku napomnienia ojca zmienił postawę i w wieku 22 lat założył rodzinę - miał czterech synów i osiem córek.
Podczas pełnienia obowiązków ochmistrza dworu biskupiego na polecenie Georga III ułożył bamberski kodeks karny Constitutio Criminalis Bambergensis (Bambergische Peinliche Halsgerichtsordnung) - tzw. Bamberginę. Ordynacja bamberska była w XVI w. jednym z najbardziej znanych niemieckich kodeksów karnych. Dała mu podstawę do opracowania w 1532 roku słynnej Caroliny- Constitutio Criminalis Carolina.